# Isla Faly
Isla Faly (en malgache: Nosy Faly) es una isla del país africano de Madagascar, en el Canal de Mozambique al oeste de la bahía Ambaro y al este de la también isla de Nosy Be (Isla grande). Administrativamente depende de la Provincia de Antsiranana.